# Beiersgambiet
Het Beiers gambiet is in de opening van een schaakpartij te vinden binnen de koningspion-openingen onder het Middengambiet. De opening valt onder het open spel.
De zetten zijn 1.e4 e5 2.d4 d5.
Eco-code C21.